# National League South 2015-2016
La National League South 2015-2016 è stata la 12ª edizione della seconda serie della National League. Rappresenta, insiema alla National League North, il sesto livello del calcio inglese ed il secondo del sistema "non-league". 

## Squadre partecipanti
| Squadra                | Città              | Stagione precedente                                             |
| ---------------------- | ------------------ | --------------------------------------------------------------- |
| Basingstoke Town       | Basingstoke        | 3º posto in Conference League South                             |
| Bath City              | Bath               | 14º posto in Conference League South                            |
| Bishop's Stortford     | Bishop's Stortford | 16º posto in Conference League South                            |
| Chelmsford City        | Chelmsford         | 10º posto in Conference League South                            |
| Concord Rangers        | Canvey Island      | 7º posto in Conference League South                             |
| Dartford               | Dartford           | 22º posto in National League, retrocesso                        |
| Eastbourne Borough     | Eastbourne         | 11º posto in Conference League South                            |
| Ebbsfleet United       | Northfleet         | 8º posto in Conference League South                             |
| Gosport Borough        | Gosport            | 6º posto in Conference League South                             |
| Havant & Waterlooville | Havant             | 5º posto in Conference League South                             |
| Hayes & Yeading United | Londra (Hayes)     | 19º posto in Conference League South                            |
| Hemel Hempstead Town   | Hemel Hempstead    | 9º posto in Conference League South                             |
| Maidenhead United      | Maidenhead         | 18º posto in Conference League South                            |
| Maidstone Utd          | Maidstone          | 1º posto in Isthmian League Premier Division, promosso          |
| Margate                | Margate            | 3º posto in Isthmian League Premier Division, promosso          |
| Oxford City            | Marston (Oxford)   | 16º posto in Conference League North                            |
| St Albans City         | St Albans          | 13º posto in Conference League South                            |
| Sutton United          | Londra (Sutton)    | 15º posto in Conference League South                            |
| Truro City             | Truro              | 3º posto in Southern Football League Premier Division, promosso |
| Wealdstone             | Londra (Ruislip)   | 12º posto in Conference League South                            |
| Weston-super-Mare      | Weston-super-Mare  | 17º posto in Conference League South                            |
| Whitehawk              | Brighton           | 4º posto in Conference League South                             |

## Classifica finale
|  | Pos. | Squadra                | Pt | G  | V  | N  | P  | GF | GS | DR  |
|  | ---- | ---------------------- | -- | -- | -- | -- | -- | -- | -- | --- |
|  | 1    | Sutton Utd             | 90 | 42 | 26 | 12 | 4  | 83 | 32 | +51 |
|  | 2    | Ebbsfleet Utd          | 84 | 42 | 24 | 12 | 6  | 73 | 36 | +37 |
|  | 3    | Maidstone Utd          | 77 | 42 | 24 | 5  | 13 | 55 | 40 | +15 |
|  | 4    | Truro City             | 65 | 42 | 17 | 14 | 11 | 62 | 55 | +7  |
|  | 5    | Whitehawk              | 64 | 42 | 18 | 10 | 14 | 75 | 62 | +13 |
|  | 6    | Hemel H. Town          | 61 | 42 | 16 | 13 | 13 | 72 | 66 | +6  |
|  | 7    | Maidenhead Utd         | 59 | 42 | 16 | 11 | 15 | 66 | 62 | +4  |
|  | 8    | Dartford               | 59 | 42 | 16 | 11 | 15 | 58 | 56 | +2  |
|  | 9    | Gosport Borough        | 56 | 42 | 15 | 11 | 16 | 53 | 63 | -10 |
|  | 10   | Concord Rangers        | 55 | 42 | 15 | 10 | 17 | 66 | 68 | -2  |
|  | 11   | Bishop's Stortford     | 55 | 42 | 15 | 10 | 17 | 56 | 63 | -7  |
|  | 12   | Oxford City            | 54 | 42 | 13 | 15 | 14 | 70 | 60 | +10 |
|  | 13   | Wealdstone             | 53 | 42 | 12 | 17 | 13 | 63 | 64 | -1  |
|  | 14   | Bath City              | 53 | 42 | 14 | 11 | 17 | 50 | 61 | -11 |
|  | 15   | Chelmsford City        | 52 | 42 | 15 | 7  | 20 | 66 | 64 | +2  |
|  | 16   | Weston-super-Mare      | 51 | 42 | 14 | 9  | 19 | 63 | 76 | -13 |
|  | 17   | Eastbourne Borough     | 50 | 42 | 13 | 11 | 18 | 60 | 63 | -3  |
|  | 18   | St Albans City         | 49 | 42 | 13 | 10 | 19 | 58 | 65 | -7  |
|  | 19   | Margate                | 47 | 42 | 13 | 8  | 21 | 51 | 73 | -22 |
|  | 20   | Havant & Waterlooville | 47 | 42 | 12 | 11 | 19 | 52 | 75 | -25 |
|  | 21   | Hayes & Yeading Utd    | 46 | 42 | 11 | 13 | 18 | 51 | 76 | -25 |
|  | 22   | Basingstoke Town       | 38 | 42 | 9  | 11 | 22 | 46 | 69 | -23 |

Legenda:
      Promosso in National League 2016-2017.
  Ammesso ai play-off.
      Retrocesso in Isthmian League Premier Division 2016-2017.
      Retrocesso in Southern Football League Premier Division 2016-2017.
Regolamento:
Tre punti a vittoria, uno a pareggio, zero a sconfitta.
In caso di arrivo di due o più squadre a pari punti, la graduatoria viene stilata secondo i seguenti criteri:
- differenza reti
- maggior numero di gol segnati

Note:

Havant & Waterlooville retrocesso in Isthmian League Premier Division per peggior differenza reti rispetto all'ex aequo Margate.

## Spareggi

### Play-off

#### Tabellone
|  | Semifinali | Semifinali              | Semifinali | Semifinali | Semifinali |  |  | Finale | Finale                  | Finale |  |
|  |            |                         |            |            |            |  |  |        |                         |        |  |
|  | 5          | Whitehawk               | 1          | 2          | 3          |  |  |        |                         |        |  |
|  | 2          | Ebbsfleet Utd (3-2 dcr) | 2          | 1          | 3          |  |  | 2      | Ebbsfleet Utd           | 2      |  |
|  | 4          | Truro City              | 0          | 0          | 0          |  |  | 3      | Maidstone Utd (4-3 dcr) | 2      |  |
|  | 3          | Maidstone Utd           | 2          | 1          | 3          |  |  |        |                         |        |  |